# Pédasa

Mapa de algunas de las ciudades griegas de Caria y de algunas islas del Dodecaneso, donde se aprecia la ubicación de Pédasa, al norte de Halicarnaso.

Pédasa o Pédaso (en griego antiguo, Πήδασα) fue una antigua ciudad griega de Caria.
Heródoto cita en el libro I de su Historia a los pedaseos, indicando que vivían al norte de Halicarnaso, tierra adentro. Se creía que siempre que a ellos o a sus vecinos les iba a ocurrir alguna desgracia, le crecía la barba a su sacerdotisa de Atenea. Los pedaseos habían fortificado el monte Lida, desde donde fueron los únicos de toda Caria que habían ofrecido resistencia contra el ejército persa de Harpago, pero después fueron sometidos.
Estrabón también menciona, en Caria, tierra adentro del territorio de Halicarnaso, la ciudad de Pédasa, cuyo territorio recibía el nombre de Pedasis. Por esta región se había extendido la tribu de los léleges y habían fundado ocho ciudades pero luego estos léleges se distribuyeron por toda Grecia, desapareció la tribu y, según Calístenes, Mausolo unió seis de las ciudades en sinecismo para formar Halicarnaso, y de las ocho primitivas ciudades solo se mantuvieron independientes Siángela y Mindo.
Plinio el Viejo, por su parte, señala que fue Alejandro Magno quien unió a Halicarnaso seis ciudades en sinecismo, y entre las seis cita la ciudad de Pédaso, junto a Side, Medmasa, Uranio, Teángela y Telmiso.